# Jacqueline Bisset

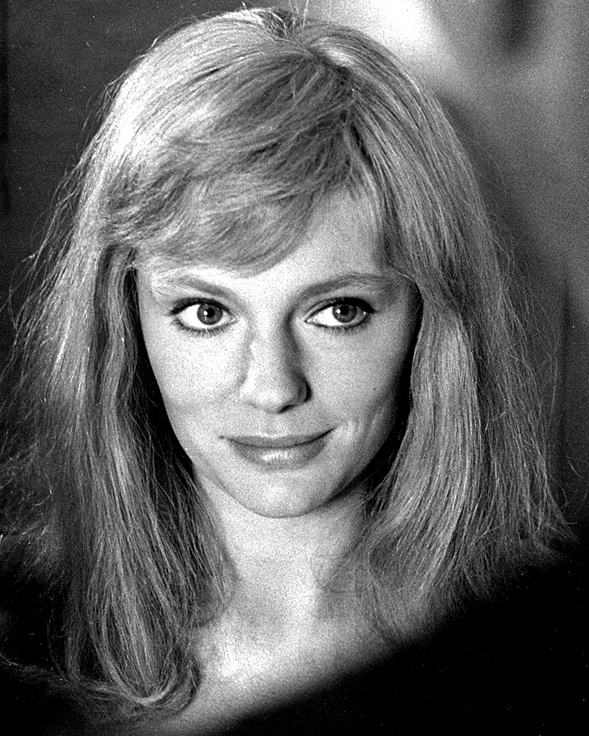
Jacqueline Bisset, 1969.

Jacqueline Bisset (uttal: bi'ssit), egentligen Winifred Jacqueline Fraser-Bisset, född 13 september 1944 i Weybridge, Surrey, är en brittisk skådespelare.
Hon har blivit mest känd för sina roller i filmer som Bullitt, Airport, Djupet, Rich and Famous, Class, Under vulkanen och Ceremonin samt i TV-serien Nip/Tuck. Vid Golden Globe-galan 2014 prisades Bisset i kategorin Bästa kvinnliga biroll i en TV-serie för sin roll i Dancing on the Edge.
Bissets mor är av engelskt och franskt ursprung; fadern är amerikansk. Hon har aldrig varit gift, men har haft flera längre förhållanden, bland annat med skådespelaren och dansören Alexander Godunov.
Bisset är gudmor till Angelina Jolie. Hon bor huvudsakligen i Benedict Canyon, nordväst om Beverly Hills, Los Angeles, men har ett andra hem i England.

## Filmografi i urval
- 1966 – Djävulsk gisslan
- 1968 – Bullitt
- 1968 – De unga vilda
- 1970 – Airport – flygplatsen
- 1973 – Dag som natt
- 1974 – Mordet på Orientexpressen
- 1977 – Djupet
- 1978 – Döden i grytan
- 1979 – Älskar, älskar inte
- 1984 – Under vulkanen
- 1985 - Anna Karenina
- 1991 – Serverat för trubbel
- 1995 – Ceremonin
- 1998 – En kvinnas öde
- 1999 – Joan of Arc
- 2000 – In the Beginning
- 2006 – Save the Last Dance 2
- 2006 – Nip/Tuck (TV-serie) (6 avsnitt)
- 2013 – Dancing on the Edge